# Mont-Saint-Éloi
Mont-Saint-Éloi är en kommun i departementet Pas-de-Calais i regionen Hauts-de-France i norra Frankrike. Kommunen ligger i kantonen Dainville som tillhör arrondissementet Arras. År 2022 hade Mont-Saint-Éloi 1 023 invånare.

## Befolkningsutveckling
Antalet invånare i kommunen Mont-Saint-Éloi
| Referens: INSEE |